# John Martin (pintor)

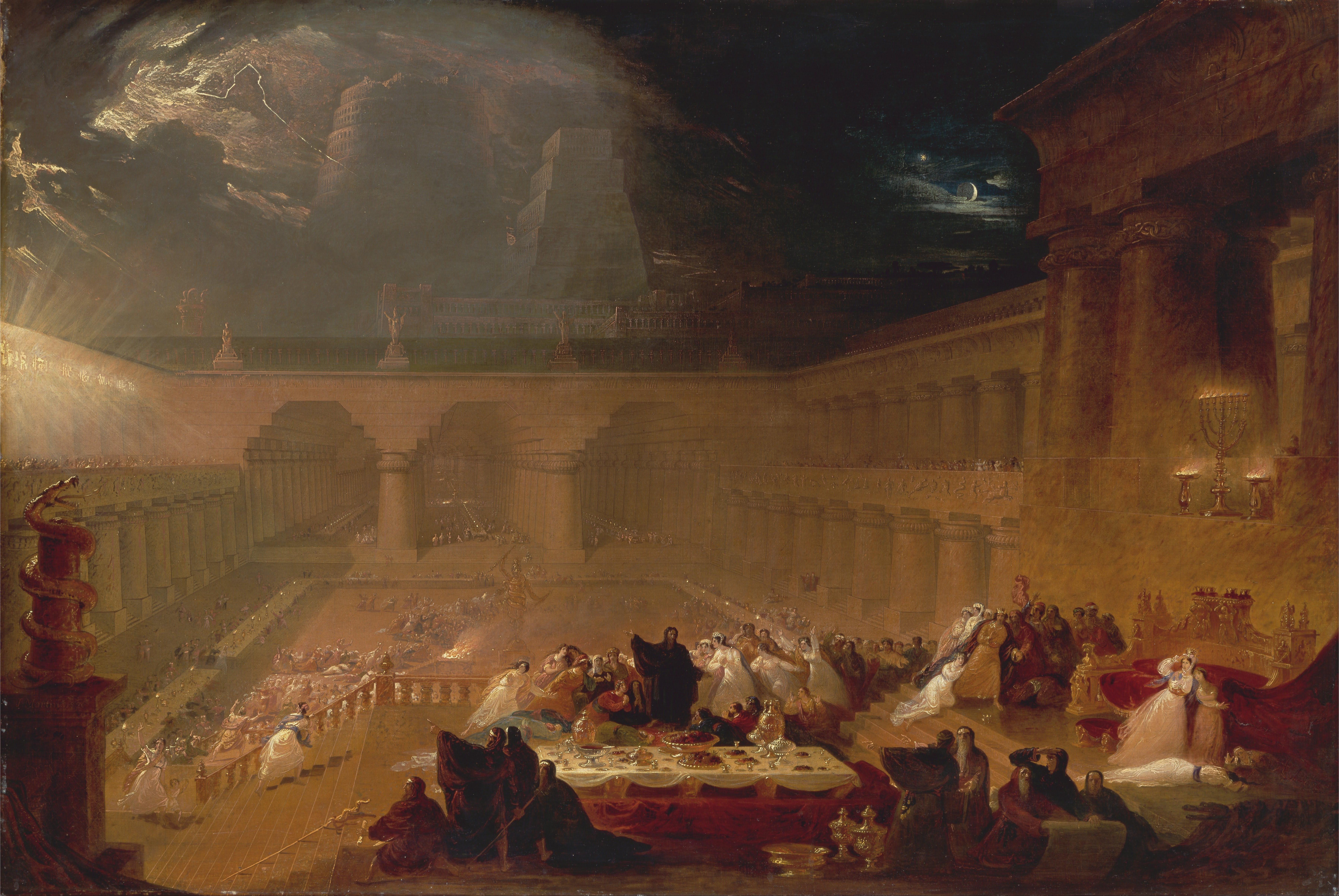
El festí de Baltasar (1826, 479 × 681 cm, National Gallery of Art, Washington DC)

John Martin (1789-1854) fou un pintor romàntic anglès i gravador amb la tècnica de la manera negra, cèlebre per les seues escenes melodramàtiques d'esdeveniments catastròfics poblats per figures minúscules col·locades en vastos escenaris arquitectònics.

## Biografia
John Martin fou el quart fill de Fenwick Martin, un hàbil mestre d'esgrima i va néixer a Haydon Bridge (Northumberland) l'any 1789 (la mateixa setmana de la presa de la Bastilla a París). Va començar essent aprenent del seu pare fins que es va iniciar com a aprenent de pintura heràldica per a decorar carrosses a Newcastle upon Tyne i, més tard, va ésser deixeble i col·laborador del pintor de porcellana Boniface Musso. El 1806 se'n va anar a Londres amb Musso i va començar a guanyar-se la vida pintant porcellana i vidre mentre estudiava arquitectura i perspectiva lineal. Es va casar als dinou anys i començà a captar l'atenció del públic amb les seues obres de tall fantàstic (Hanníbal i el seu exèrcit travessant els Alps, 1812) i amb les seues evocacions de desastres i cataclismes (El diluvi, 1826). Va realitzar les seues primeres exposicions a la Royal Academy of Arts de Londres (des del 1811) i a la British Institution, on va guanyar premis el 1817 i el 1821.
Captivava la imaginació del públic amb pintures espectaculars com Josuè manant al Sol d'aturar-se a Gabaon (1816, Gran Lògia Unida d'Anglaterra, Londres), l'obra que el va fer famós (tot i que trencava moltes de les regles convencionals de composició d'aquella època), i ben aviat es convertí en el prototip del paisatgista romàntic amb els seus olis fantàstics i arravatats (Sadak a la recerca de les aigües de l'oblit, 1812, Southampton City Art Gallery, Southampton, Anglaterra), que culminaren en les seues grans pintures El gran dia de la seua ira (1852, Tate, Londres), Juí Final (1853, col·lecció privada) i Les planes del Cel (1853).
El 1818, i amb la venda de Fall of Babylon per més de 1.000 lliures esterlines, va poder alliberar-se dels seus deutes i comprar-se una casa a Marylebone, la qual era (com ho és encara) una zona de moda de Londres i va poder entrar en contacte amb una àmplia gamma d'artistes, escriptors, científics i membres del partit Whig.
El 1821 Thomas Lawrence el qualificà com el "pintor més popular del moment". La seua obra va ésser realment popular, perquè de vegades les exposicions de les seues pintures havien d'ésser protegides amb una barana de les multituds d'admiradors, i Martin es guanyava la vida amb la venda de gravats de les seues pintures més que no pas amb la de les mateixes pintures.
Es va fer famós tant a França com a Anglaterra, fou nomenat cavaller per Leopold I de Bèlgica (1833) i va influir en artistes nord-americans, com ara Thomas Cole (1801-1848), un dels membres fundadors de l'Escola del Riu Hudson (el grup de paisatgistes nord-americans que va treballar sobretot entre 1825 i 1875).
Tanmateix, mentre agradava a una vasta audiència i era considerat per alguns admiradors un dels genis més grans que havien viscut mai, John Ruskin i altres crítics en qualificaven l'obra de vulgar sensacionalisme. De fet, pocs artistes han viscut uns canvis de fortuna tan extrems entre la crítica, i la seua fama es va ensorrar fins a un gran tan sorprenent que, després de la seua mort les seues pintures grandioses i abans tan famoses es venien per tan sols dues lliures esterlines durant la dècada del 1930. A la dècada del 1970, la seua reputació va experimentar una enorme revifalla.
J. Martin era eminentment assenyat, i durant la dècada del 1830 va estar a punt de fer fallida amb el seu projecte extremadament ambiciós però molt pràctic de millorament del subministrament d'aigua i del sistema de canalització d'aigües residuals de Londres. Aquests plans van fracassar, però manifestaven un desig heroic de donar una forma concreta a les visions arquitectòniques dels seus quadres.
Va morir, paralitzat, el 17 de febrer del 1854 a Douglas (Illa de Man).

## Estil
John Martin és un dels grans exponents del Romanticisme i la seua pintura va rebre la influència de J. M. W. Turner (1775-1851), d'altres pintors històrics com Théodore Géricault (1791-1824), Eugène Delacroix (1798-1863) i Paul Delaroche (1797-1856), i de paisatgistes com Salvator Rosa (1615-1673). Les seues obres es caracteritzen per una il·luminació espectacular i vasts escenaris arquitectònics inspirats en temes espectaculars de l'antiguitat clàssica.
La majoria de les seues imatges van ésser reproduïdes per a fer gravats i il·lustració de llibres, ja que des dels anys de la Regència de Jordi IV  en endavant hi va haver una moda per les pintures sublims, encoratjada per les publicacions dels viatgers que tornaven del Grand Tour o de l'Orient Mitjà amb relats extravagants sobre Babilònia, Pompeia i Alexandria.
Martin va fer gravats a la manera negra no sols com a mitjà per a reproduir les seues pintures, sinó també com a composicions originals. Especialment notables en són les il·lustracions per a la Bíblia i per al Paradís perdut de John Milton, que demostren que, malgrat la seua gran feblesa com a artista (sobretot en el dibuix de la figura humana) també tenia una imaginació vívida, grandiloqüent i gens indigna de temes tan elevats. De vegades, ha estat anomenat "Mad Martin" ("Martin el Boig"), però el malnom és injustificat i escau més al seu germà Jonathan, que era boig i va calar foc a la catedral de York.

## Llegat

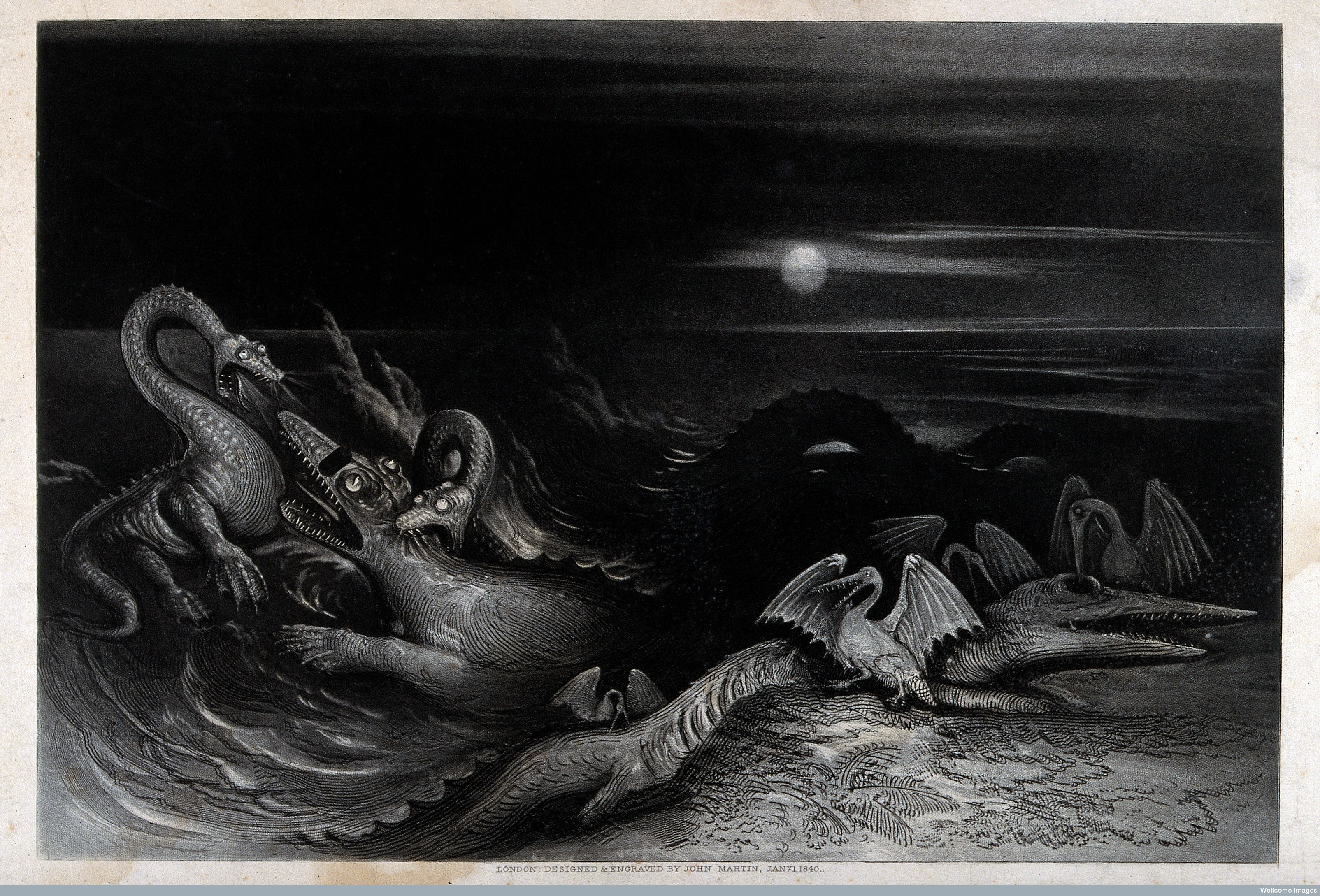
Una escena nocturna amb saures i criatures marines lluitant entre si a l'aigua de John Martin

John Martin fou un dels artistes anglesos més importants de la seua època (eclipsant, fins i tot, William Turner) i és conegut sobretot pels seus impressionants i variats gravats. A ell li devem gravats de l'Antic i el Nou Testament amb impressionants paisatges naturals. La raresa i espectacularitat de les seues creacions, l'extraordinari virtuosisme per a la posada en escena de complexes i suggeridores composicions amb multitud de diminuts personatges situats en vastos escenaris arquitectònics, i la imaginació apocalíptica, van estendre la seua fama i reputació per Europa i Amèrica del Nord, fins a convertir-lo en un dels màxims representants del Romanticisme i de l'estètica del sublim.
La seua fama era inqüestionable quan va realitzar el tema bíblic El festí de Baltasar el 1821. Així mateix, és digne de recordar altres impressionants obres seues com El Paradís perdut (estampes que il·lustren el poema de John Milton). També, cal esmentar els seus aiguaforts sobre dinosaures, on es va esforçar per recrear el més fidelment el seu possible hàbitat.
Les millors representacions de l'obra de Martin es conservan a la Tate Britain de Londres, la Laing Art Gallery de Newcastle upon Tyne, el Centre d'Art Britànic de Yale (New Haven, Connecticut), la Walker Art Gallery (Liverpool), la National Gallery of Art (Washington DC), el Victoria and Albert Museum (Londres), el Glasgow Museums Resource Centre (Glasgow, Escòcia), el Museu Ashmolean (Universitat d'Oxford, Oxford, Anglaterra) i el Museu Fitzwilliam (Universitat de Cambridge, Anglaterra).

## Obres destacades
- Arbres (llapis, aquarel·la i goma aràbiga sobre paper, 21 × 30'8 cm, Tate, Londres)[4]
- Shore Scene, Evening (pintura sobre taula, 7'6 × 10 cm, Victoria and Albert Museum, Londres)[13]
- Figures by a Waterfall a Town on a Hill Beyond (oli sobre llenç, 21 × 15'8 cm, col·lecció privada)[14]
- Paisatge d'estil italià amb llac, i ciutat i muntanyes al fons (1807, 294 × 217 mm, Galeria Nacional de Dinamarca, Copenhaguen)[15]
- Clytie (1814, oli sobre llenç, 62 × 92'7 cm, Laing Art Gallery, Newcastle upon Tyne, Anglaterra)[13]
- Vista de l'entrada del castell de Carisbrooke, illa de Wight (1815, oli sobre llenç, 29'5 × 44'5 cm, Laing Art Gallery, Newcastle upon Tyne, Anglaterra)[13]
- Edwin i Angelina (1816, 29 × 44 cm, Laing Art Gallery, Newcastle upon Tyne, Anglaterra)[13]
- El bard (circa 1817, oli sobre llenç, 127 × 102 cm, Yale Center for British Art, New Haven, Connecticut)[9]
- El Jardí de l'Edèn (1821, 19,4 × 26'4 cm, aquarel·la sobre paper, Tate, Londres)[4]
- La destrucció de Pompeia i Herculà (1822, restaurat el 2011, pintura a l'oli sobre llenç, Tate, Londres)[4]
- Landscape Composition (1823, oli sobre llenç, 61 × 91'5 cm, Walker Art Gallery, Liverpool, Anglaterra)[13]
- Adam escoltant la veu de Déu el Totpoderós (circa 1823-1827, oli sobre llenç, 47'5 × 68'5 cm, Victoria and Albert Museum, Londres)[13]
- Eva mostrant el fruit prohibit a Adam (1824, manera negra, 25'4 × 35'8 cm, Museu de Belles Arts de San Francisco, San Francisco)[7]
- Crist temptat al desert (1824, manera negra, 175 × 254 mm, Institut d'Art de Chicago)[16]
- La caiguda dels àngels rebels (1824-1825, manera negra, 509 × 338 mm, Galeria Nacional de Dinamarca, Copenhaguen)[15]
- Pont sobre el Caos (1824-1826, 277 × 372 mm, Galeria Nacional de Dinamarca, Copenhaguen)[15]
- Adam i Eva expulsats del Paradís (1824-1827, 192 × 278 mm, Galeria Nacional de Dinamarca, Copenhaguen)[15]
- Eve's Dream Satan Aroused (1825, manera negra, 25'6 × 35'6 cm, Museu de Belles Arts de San Francisco, San Francisco)[7]
- Cel - Els rius de la benaurança (1825, manera negra, 25'1 × 35'6 cm, Museu de Belles Arts de San Francisco, San Francisco)[7]
- Paradís - Adam i Eva - L'himne del matí (1825, manera negra, 25'4 × 35'8 cm, Museu de Belles Arts de San Francisco, San Francisco)[7]
- Satanàs contemplant Adam i Eva al Paradís (1825, manera negra, 25'7 × 35'6 cm., Museu de Belles Arts de San Francisco, San Francisco)[7]
- Satanàs al llac de foc (1825, manera negra, 339 × 508 mm, Galeria Nacional de Dinamarca, Copenhaguen)[15]
- El festí de Baltasar (1826, 479 × 681 cm, National Gallery of Art, Washington DC)[7]
- Els àngels guardant el Paradís durant la nit (1826, manera negra, 25'7 × 35'8 cm, Museu de Belles Arts de San Francisco, San Francisco)[7]
- Una dona afligida en un cingle (1829, aiguada sobre vitel·la, 25'6 × 19'8 cm, Museu de Belles Arts de San Francisco, San Francisco)[7]
- Paisatge italià (circa 1830-1850, oli sobre llenç, 71'8 × 92 cm, Walker Art Gallery, Liverpool, Anglaterra)[13]
- Satanàs al Consell (1831, manera negra, 48 × 70 cm, Museu de Belles Arts de San Francisco, San Francisco)[7]
- Làmina d'"Illustrations of the Bible": La mort d'Abel (1831, manera negra sobre vitel·la, 268 × 357 mm, Institut d'Art de Chicago)[16]
- Làmina d'"Illustrations of the Bible": l'Aliança  (1832, manera negra sobre paper, 190 × 290 mm, Tate, Londres)[4]
- La destrucció de Sodoma (1833, dibuix, Museu d'Art de la Universitat de Michigan, Ann Arbor, Michigan)[7]
- Làmina d'"Illustrations of the Bible": Moisès trenca les Taules (1833, manera negra sobre paper, 188 × 290 mm, Tate, Londres)[4]
- Làmina d'"Illustrations of the Bible": La destrucció de l'exèrcit del faraó (1833, manera negra sobre paper, 188 × 282 mm, Tate, Londres)[4]
- Làmina d'"Illustrations of the Bible": Moisès i l'esbarzer ardent (1833, manera negra sobre vitel·la, 268 × 357 mm, Institut d'Art de Chicago)[16]
- L'àngel exterminador (1833, aquarel·la de color marró i negre sobre vitel·la, 85 × 136 mm, Institut d'Art de Chicago)[16]
- Caiguda dels murs de Jericó (1834, 191 × 291 mm, Galeria Nacional de Dinamarca, Copenhaguen)[15]
- La Crucifixió (1834, manera negra sobre paper, 460 × 721 mm, Tate, Londres)[4]
- Làmina de "Illustrations to the Bible": El festí de Baltasar (1835, manera negra sobre paper, 190 × 290 mm, Tate, Londres)[4]
- Manfred i la bruixa dels Alps (1837, 388 × 558 mm, aquarel·la, The Whitworth Art Gallery, Universitat de Manchester, Manchester, Anglaterra)[9]
- La coronació de la reina Victòria (1839, oli sobre llenç, 238'1 x 185'4 cm)[7]
- The Assuaging of the Waters (1840, oli sobre llenç, 143 × 218 cm, Museu de Belles Arts de San Francisco, San Francisco)[7]
- La vigília del Diluvi (1840, oli sobre llenç, 143 × 218 cm, Royal Collection, Castell de Windsor)[9]
- Els àngels caiguts entrant al Pandemònium, del Paradís perdut (1841, oli sobre llenç, 123 × 184 cm cm, col·lecció privada)[9]
- Solitud (1843, oli sobre llenç, 50'7 × 91'6 cm, Laing Art Gallery, Newcastle upon Tyne, Anglaterra)[13]
- Vista sobre el riu Wye. Mirant cap a Chepstow (1844; aquarel·la, aiguada i tocs de pintura a l'oli; 30'7 × 64 cm; National Gallery of Art, Washington DC)[7]
- View on the River Wye Looking Towards Chepstow (1844, aquarel·la, 30'7 × 64 cm, National Gallery of Art, Washington DC)[13]
- Espigadors al camp de blat (1847, aquarel·la sobre vitel·la, 17'2 × 25'6 cm, Paul Mellon Collection, National Gallery of Art, Washington DC)[17]
- Arthur and Aegle in the Happy Valley (1849, oli sobre llenç, 122 × 182'5 cm, Laing Art Gallery, Newcastle upon Tyne, Anglaterra)[13]
- La Ciutat de Déu i les Aigües de la Vida (1850-1851, oli sobre llenç, 46 × 66 cm, col·lecció privada)[9]
- Paisatge de muntanya (circa 1851, oli sobre llenç, 25'4 × 35'5 cm, Victoria and Albert Museum, Londres)[13]
- Les Planes del Cel (circa 1851, oli sobre llenç, 198'8 × 306'7 cm, Tate, Londres)[14]
- El gran dia de la seua ira (1851-1853, oli sobre llenç, 197 × 303 cm, Tate, Londres)[9]
- El Judici Final (1853, oli sobre llenç, 196'7 × 325'8 cm, Tate, Londres)[14]

## Galeria d'imatges

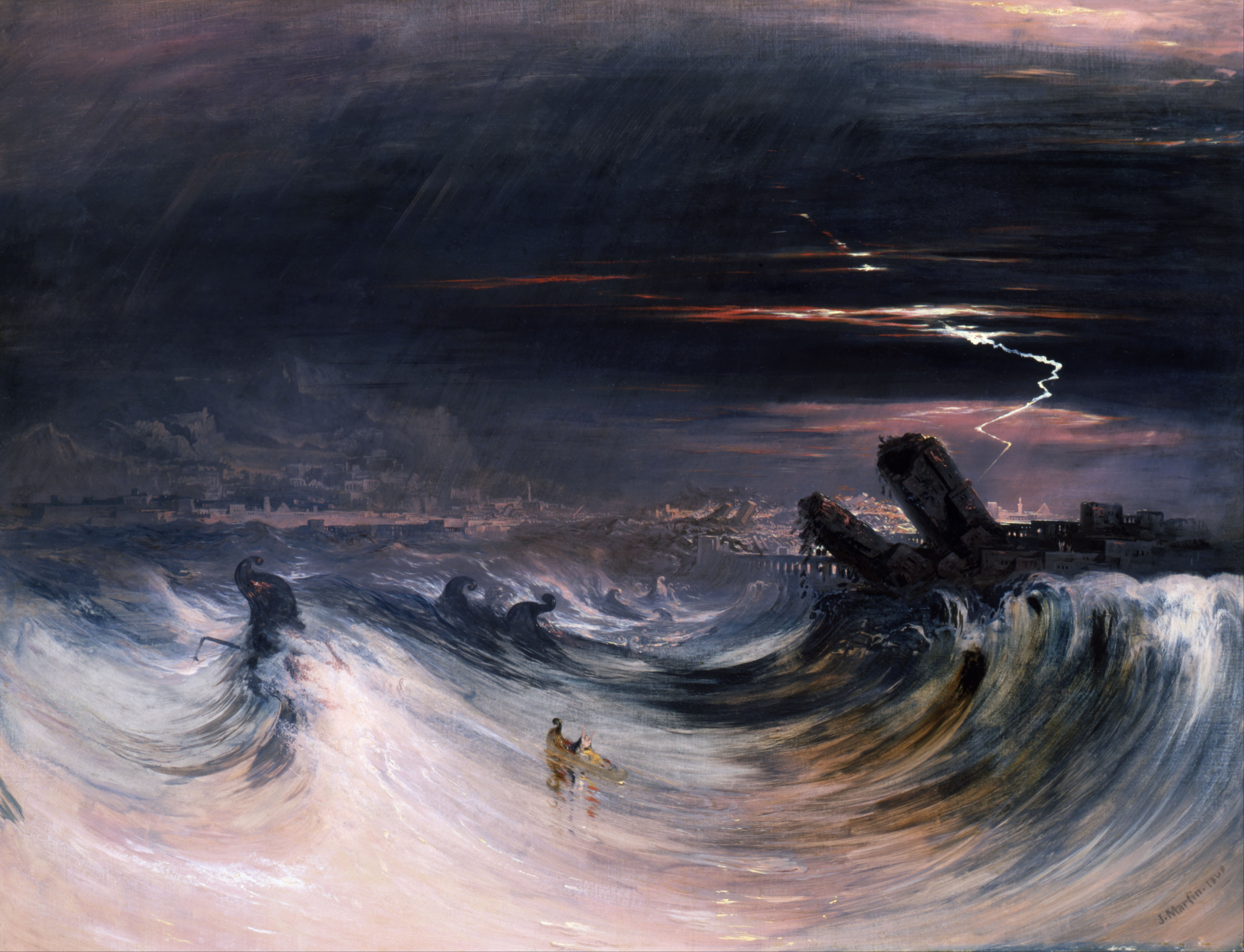
La destrucció de Tir (1840, oli sobre tela, 838 × 1.095 mm, Toledo Museum of Art, Toledo, Ohio)
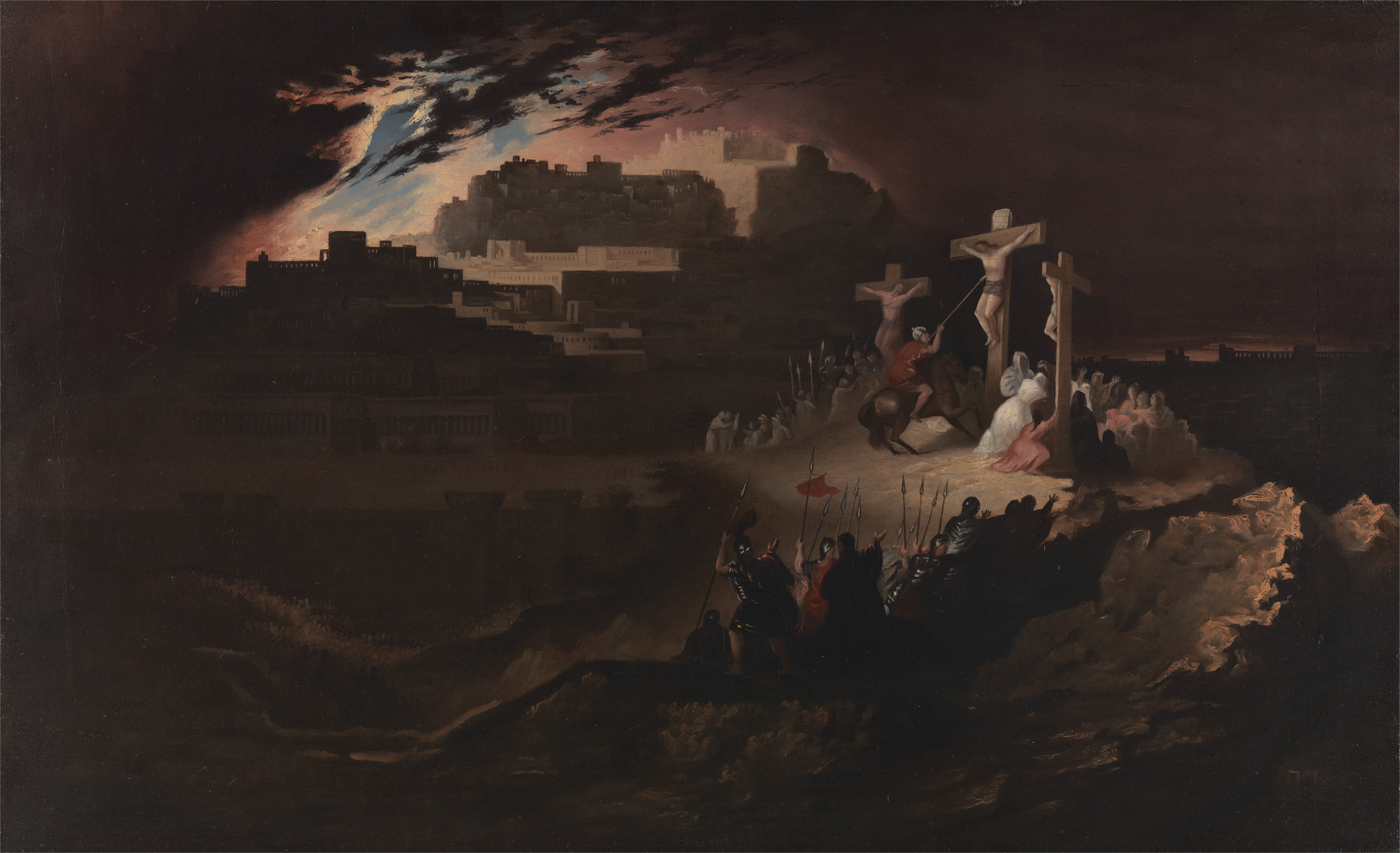
Calvari (entre 1830 i 1840, oli sobre tela, 381 × 610 mm, Yale Center for British Art, New Haven, Connecticut)
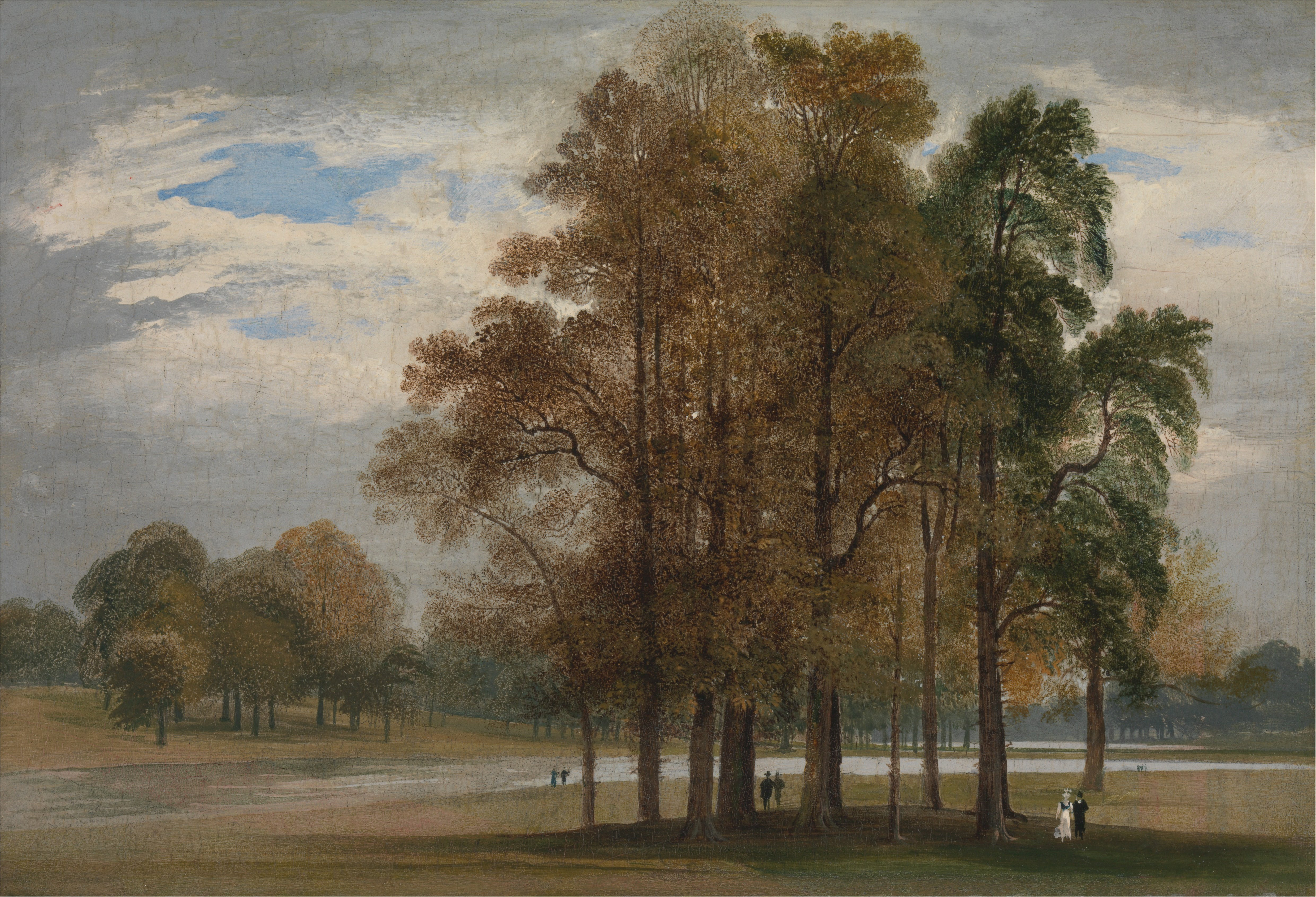
Hyde Park (cap al 1815, oli sobre taula, 152 × 221 mm, Yale Center for British Art, New Haven, Connecticut)
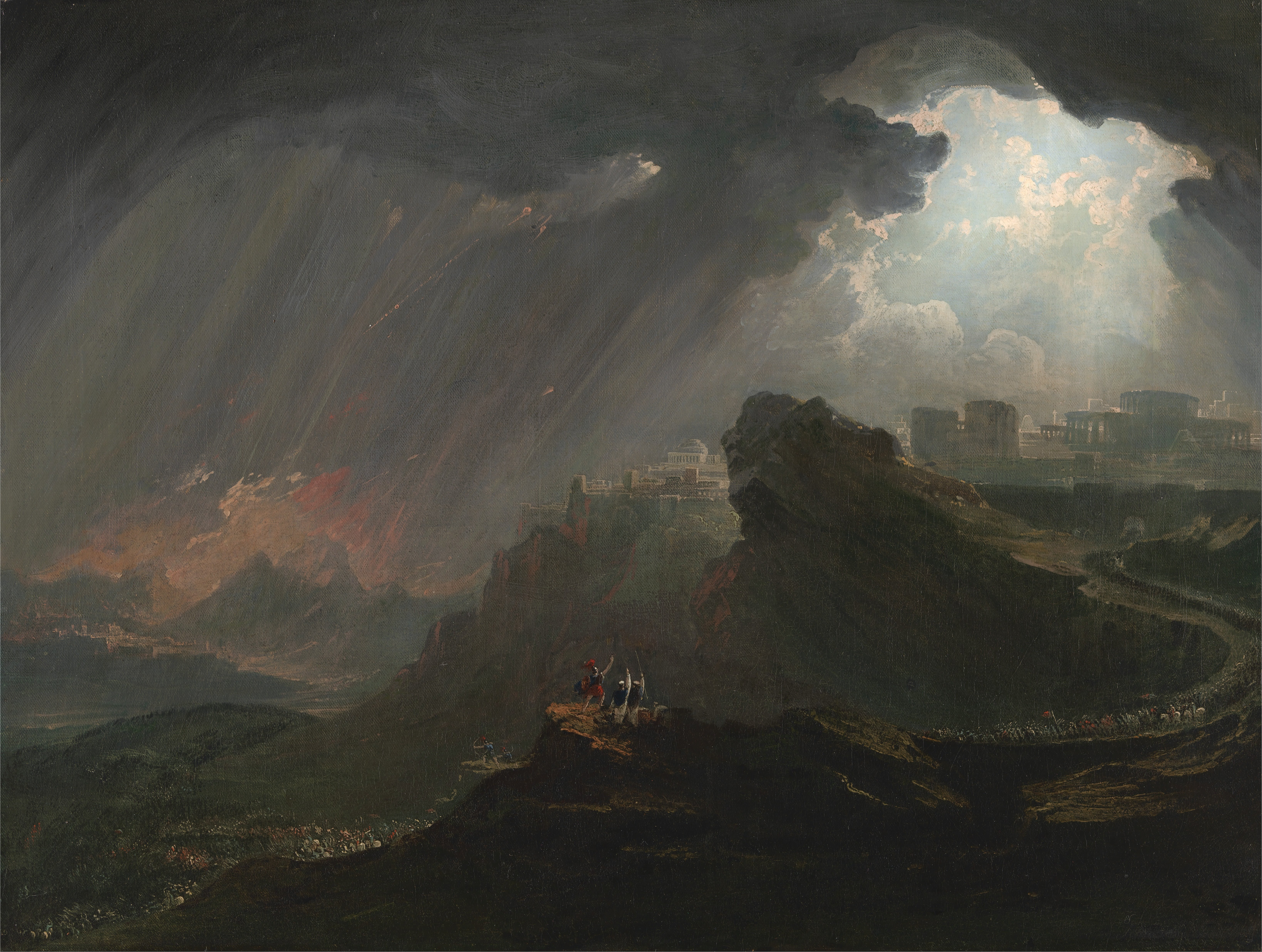
Josuè manant al Sol d'aturar-se a Gabaon (cap al 1840, oli sobre tela, 479 × 1.083 mm, Yale Center for British Art, New Haven, Connecticut)
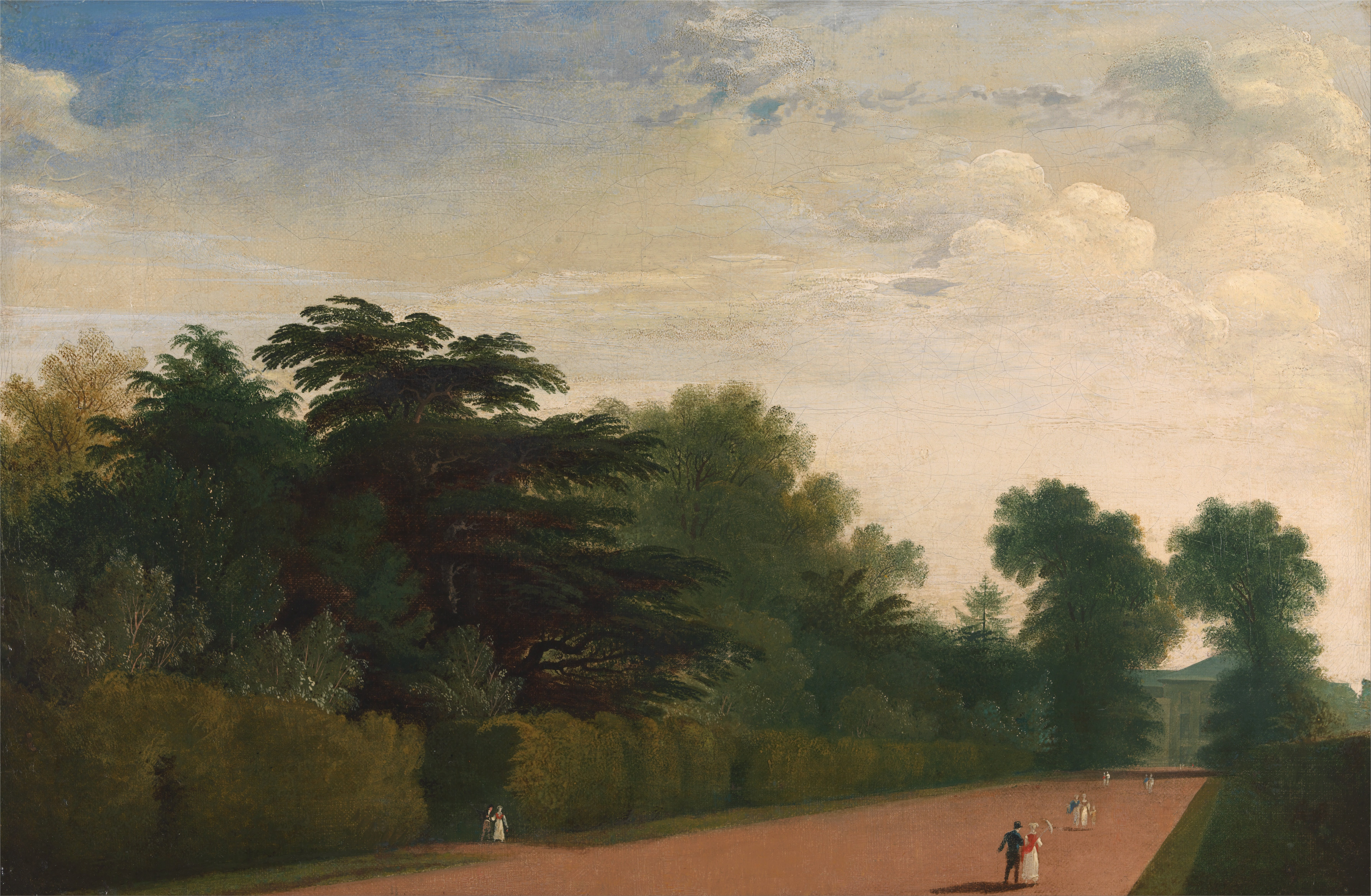
Kensington Gardens (1815, oli sobre tela, 305 × 457 mm, Yale Center for British Art, New Haven, Connecticut)
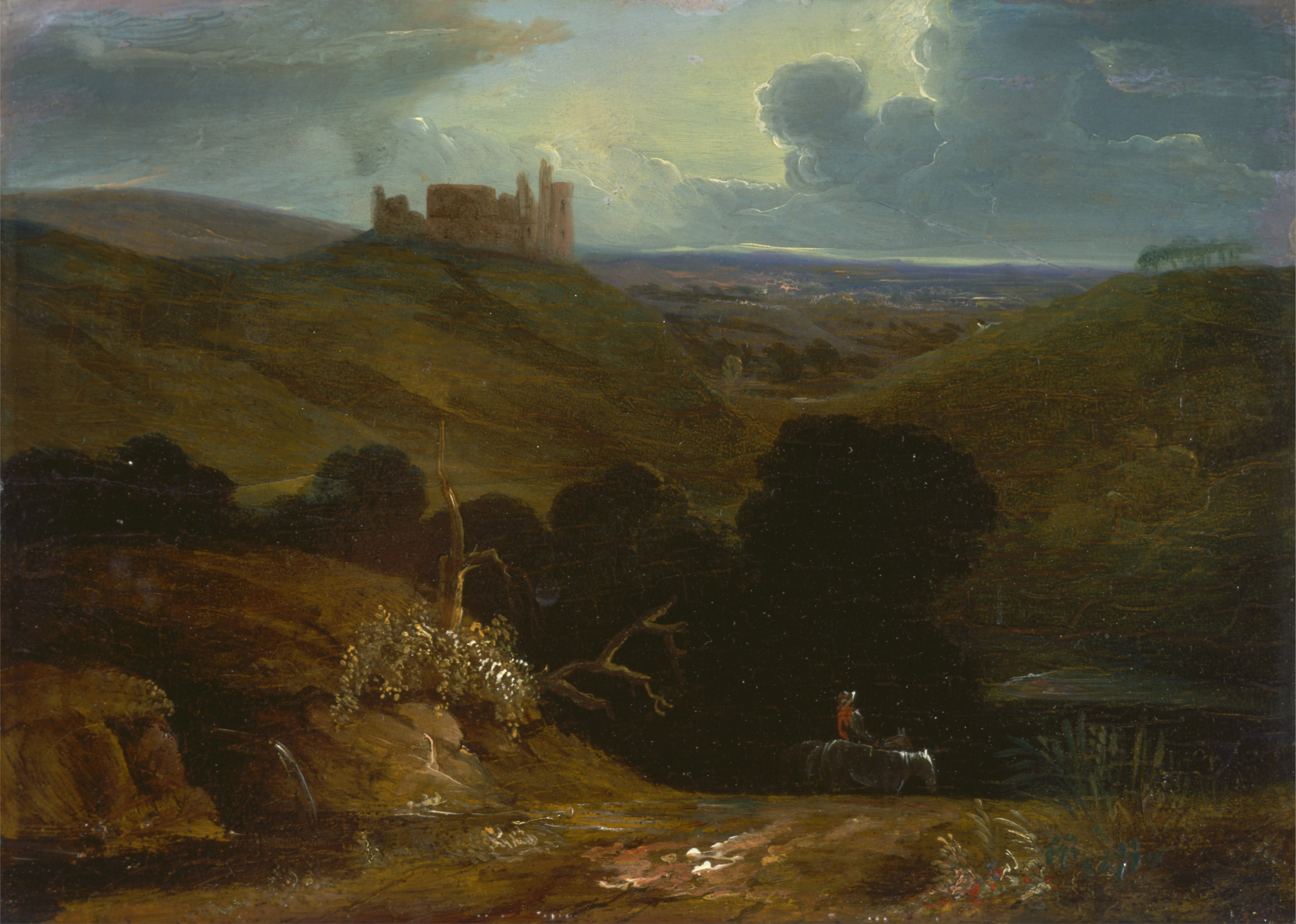
Paisatge amb un castell (1815-1820, oli sobre taula, 156 × 216 mm, Yale Center for British Art, New Haven, Connecticut)
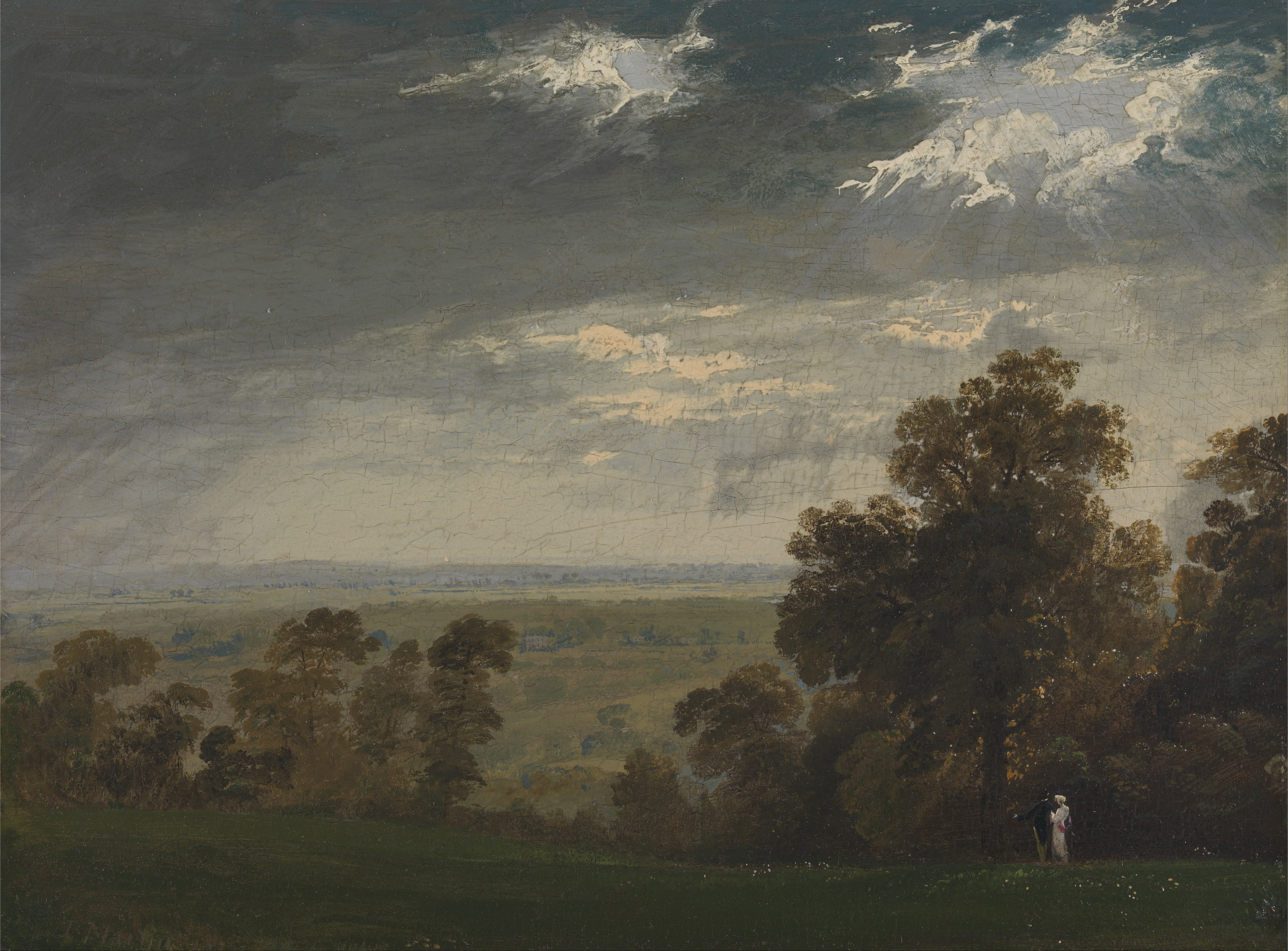
Paisatge, possiblement l'illa de Wight o Richmond Hill (1815, oli sobre taula, 225 × 305 mm, Yale Center for British Art, New Haven, Connecticut)
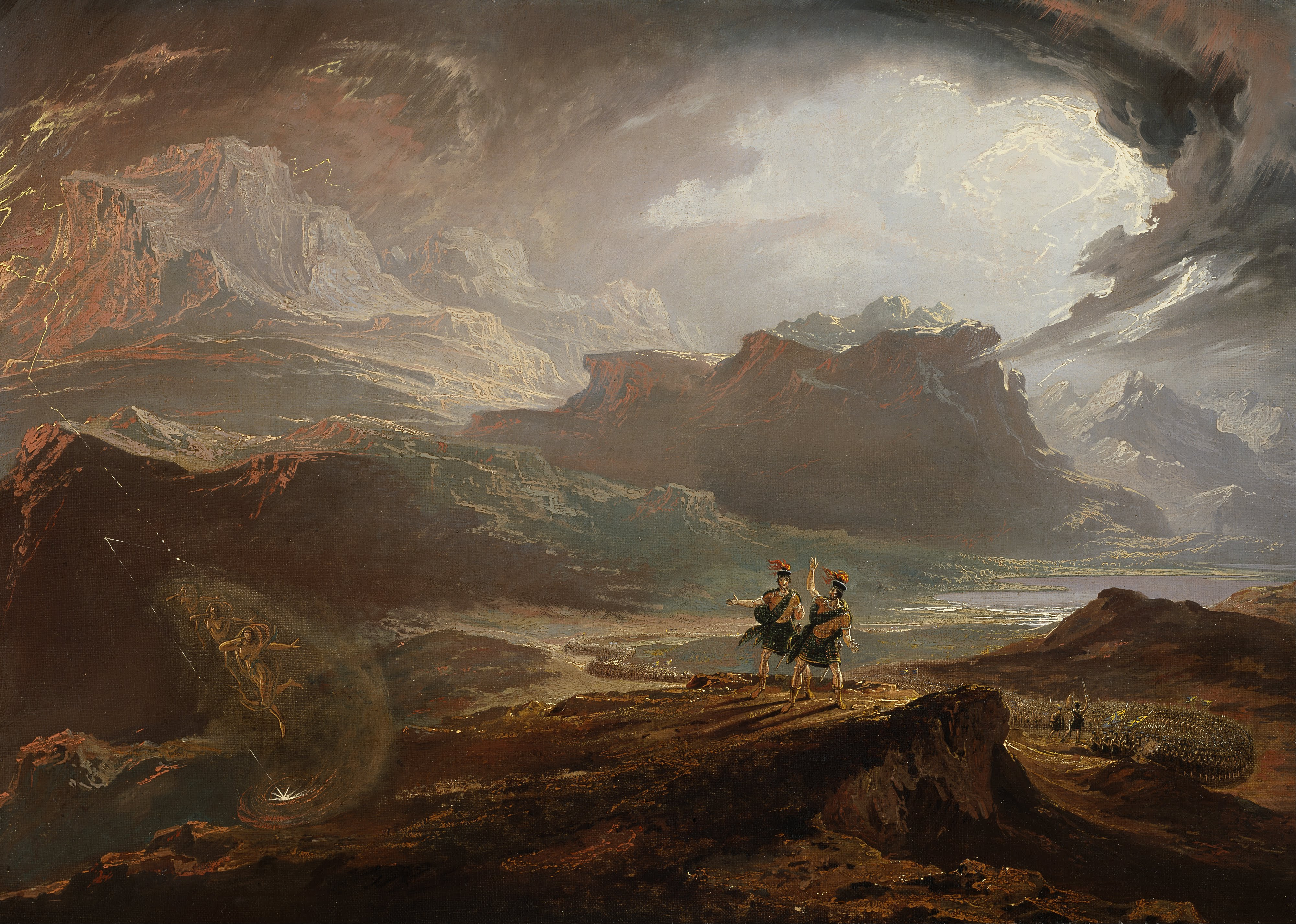
Macbeth (1820, oli sobre tela, 860 × 651 mm, National Gallery of Scotland, Edimburg)
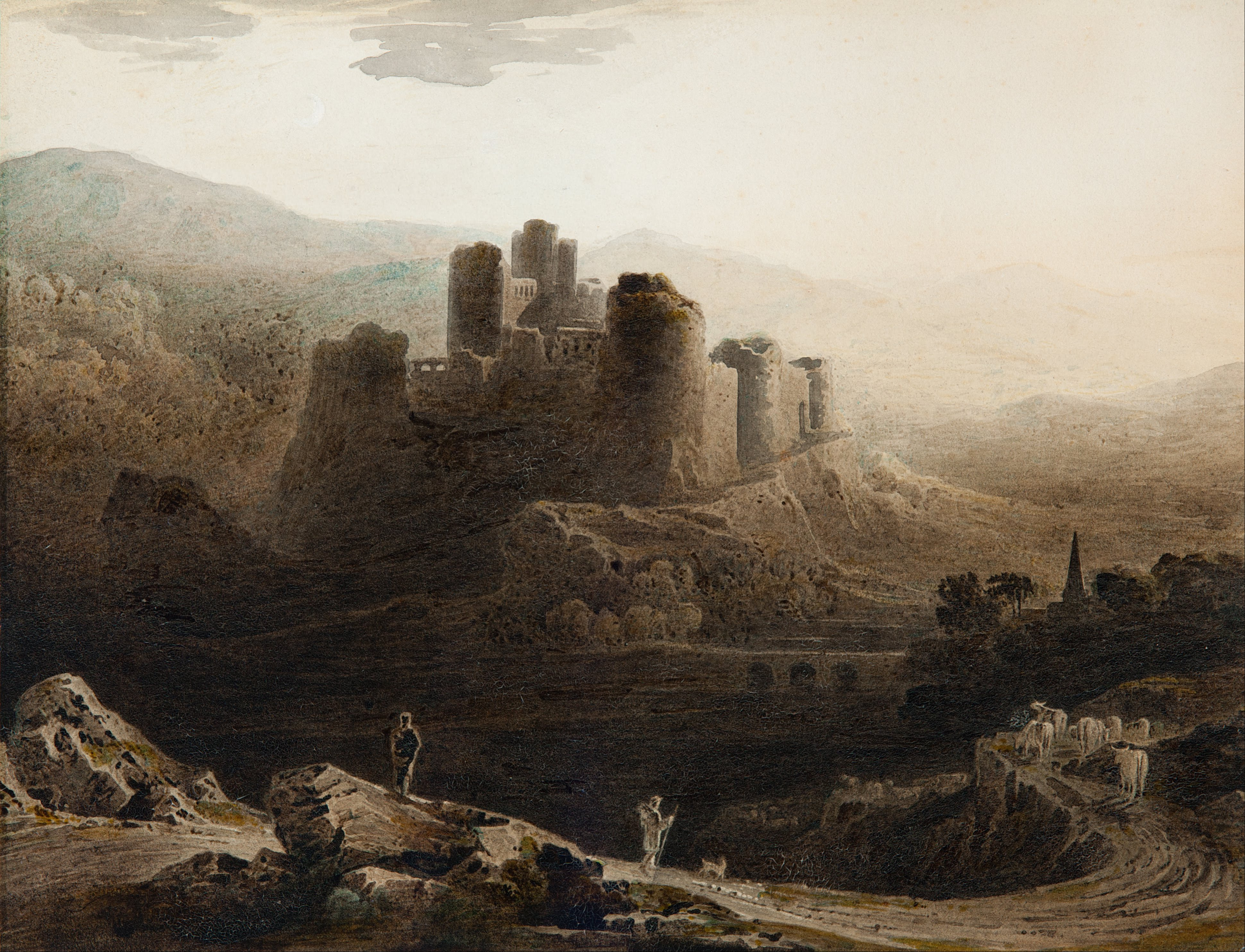
Clar de lluna - Castell de Chepstow (1815, aquarel·la amb goma aràbiga, 22'2 × 28'9 mm, Art Gallery of South Australia, Adelaida, Austràlia)
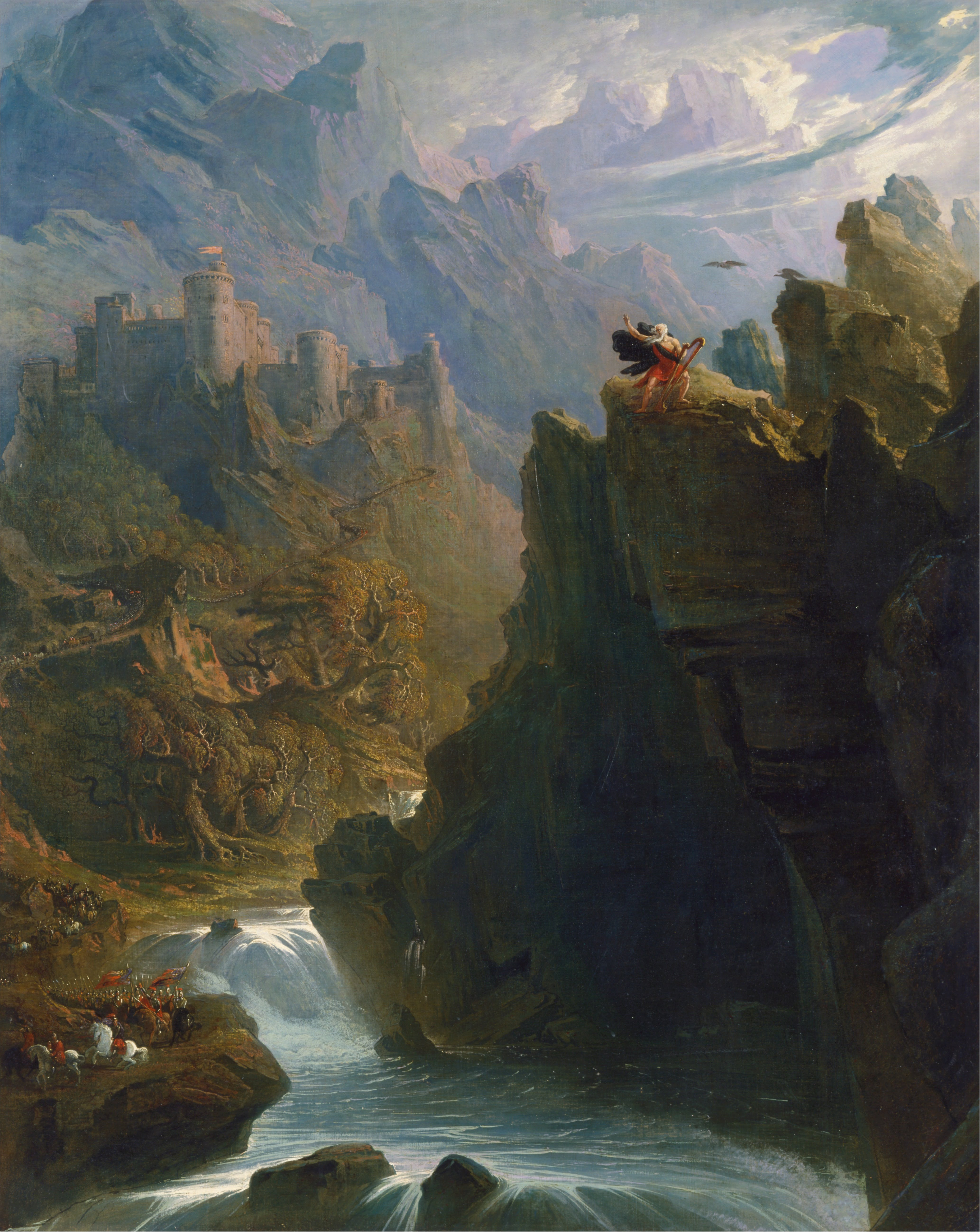
El bard (circa 1817, oli sobre llenç, 127 × 101 cm, Yale Center for British Art, New Haven, Connecticut)
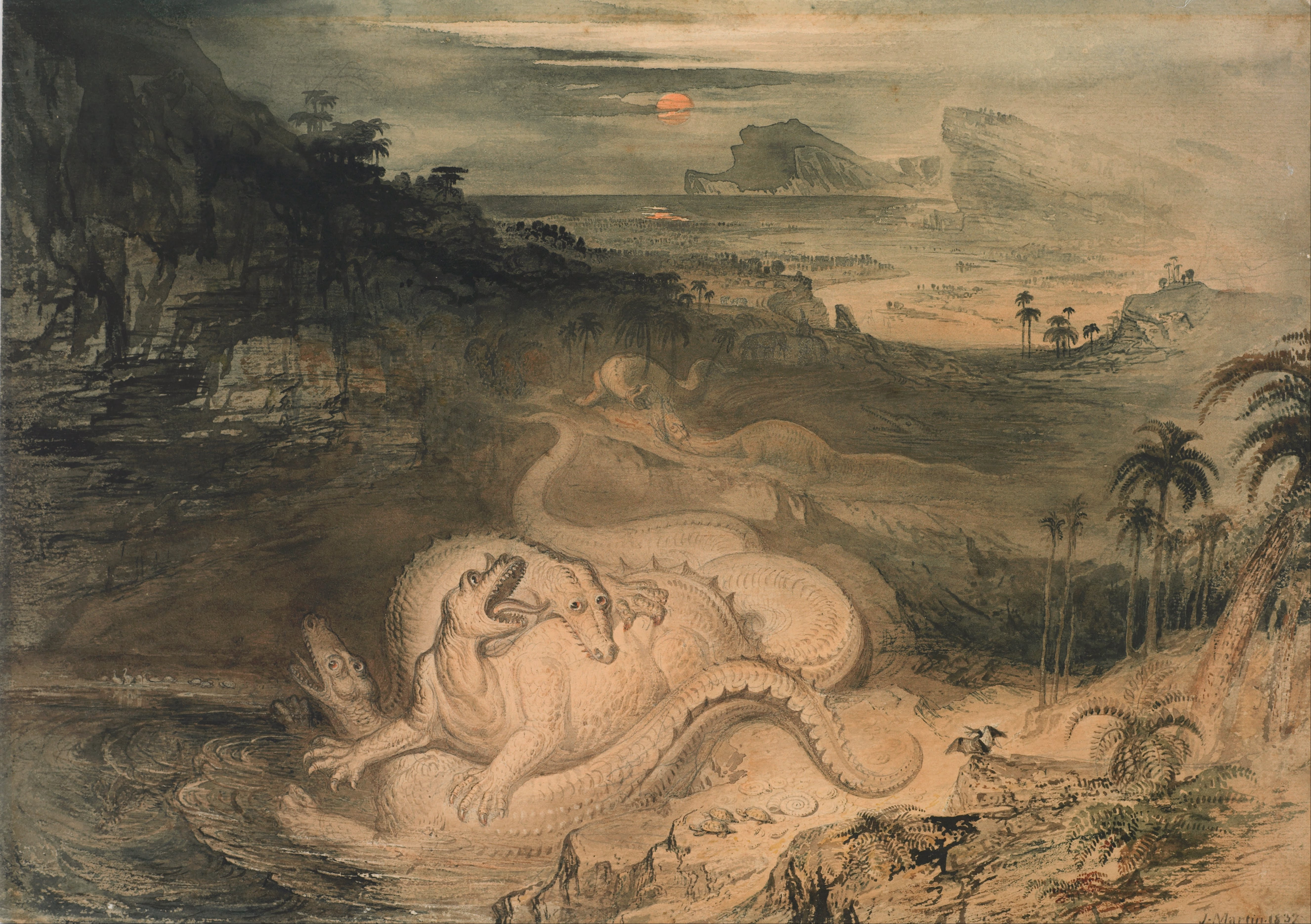
El país de l'iguanodont (1837, aquarel·la, 302 × 424 mm, Museum of New Zealand Te Papa Tongarewa, Wellington, Nova Zelanda)
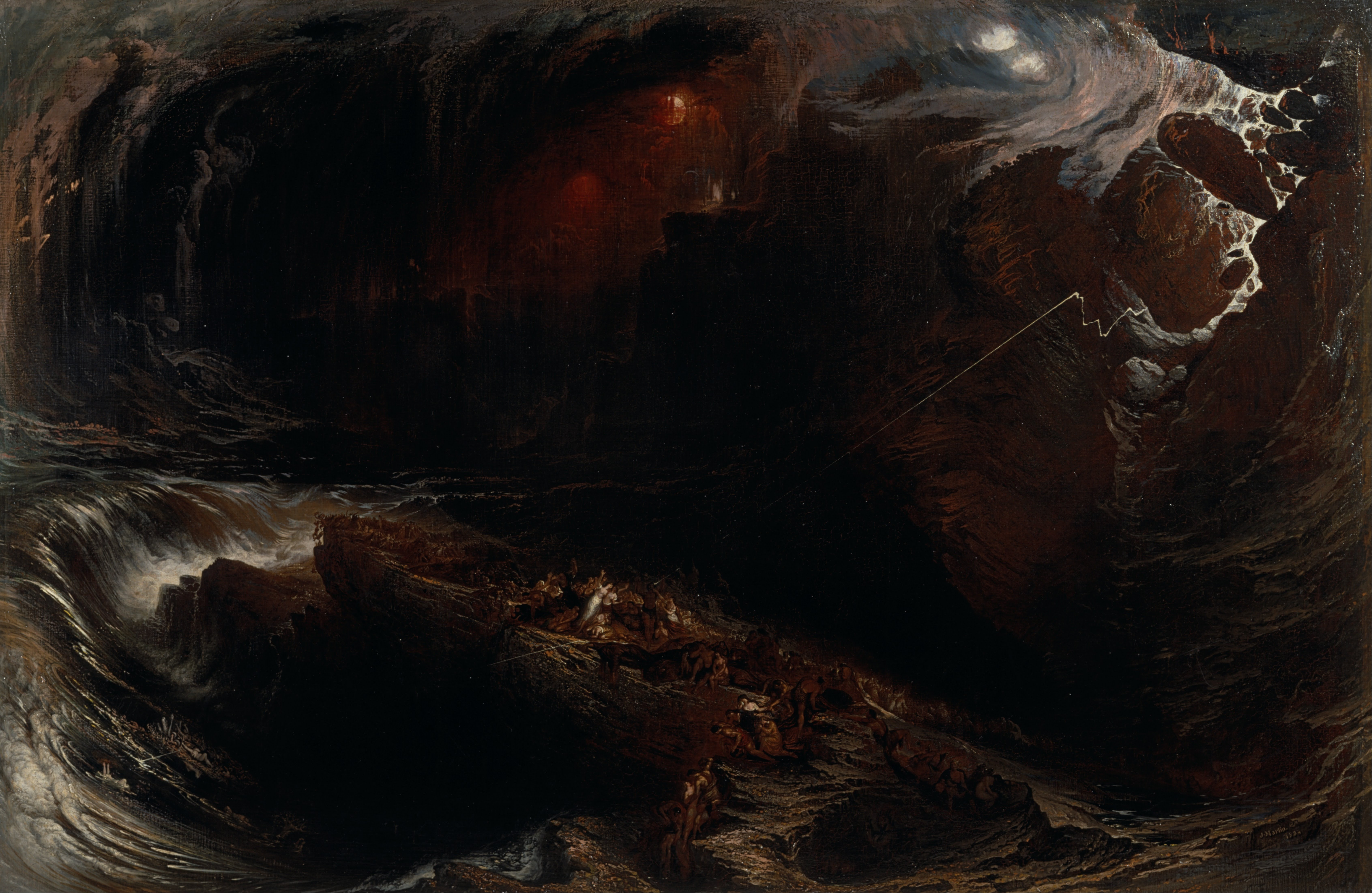
El diluvi (1834, oli sobre tela, 168 × 258 cm, Yale Center for British Art, New Haven, Connecticut)
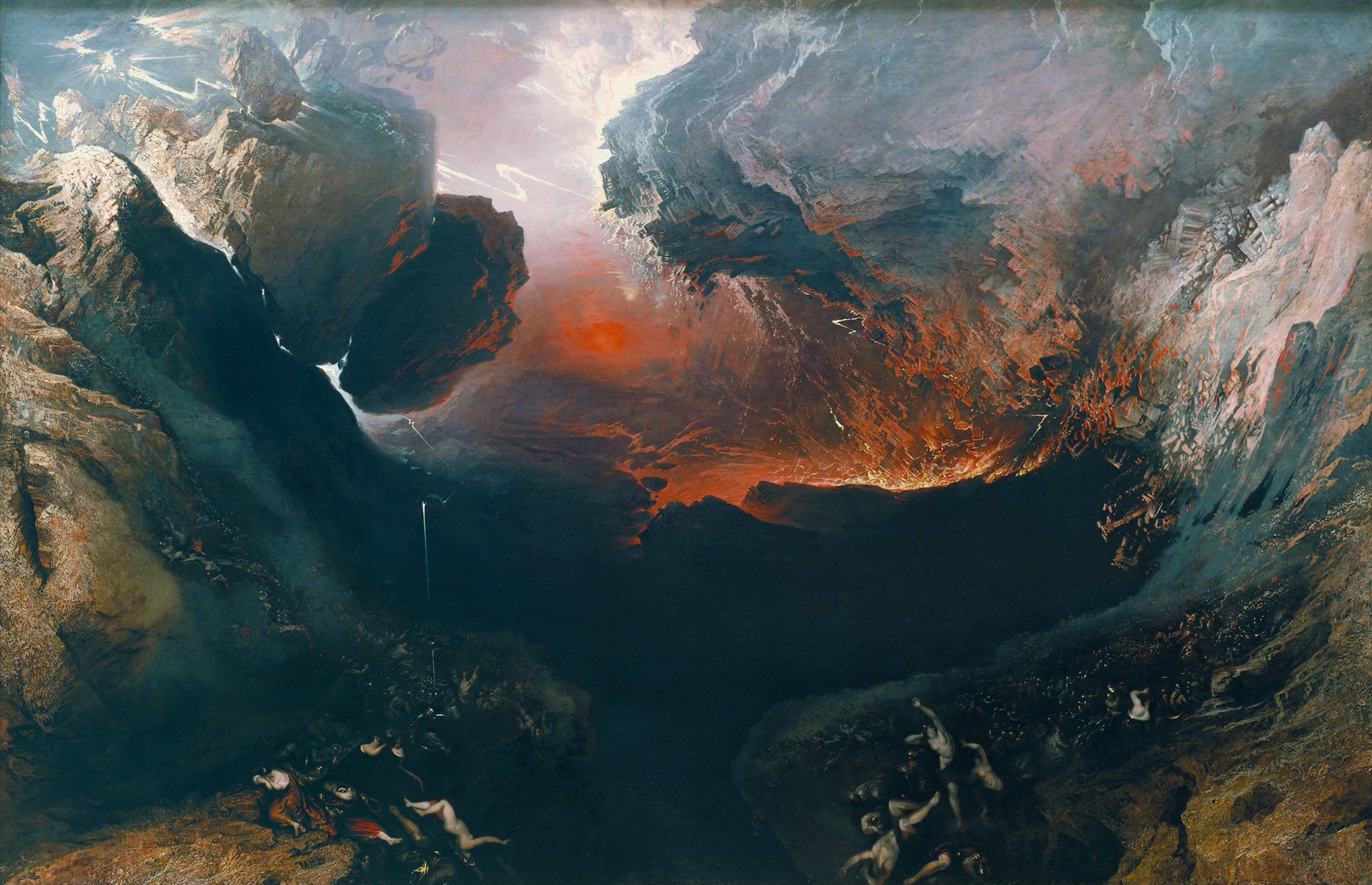
El gran dia de la seua ira (1851-1853, oli sobre llenç, 196 × 303 cm, Tate Britain, Londres)
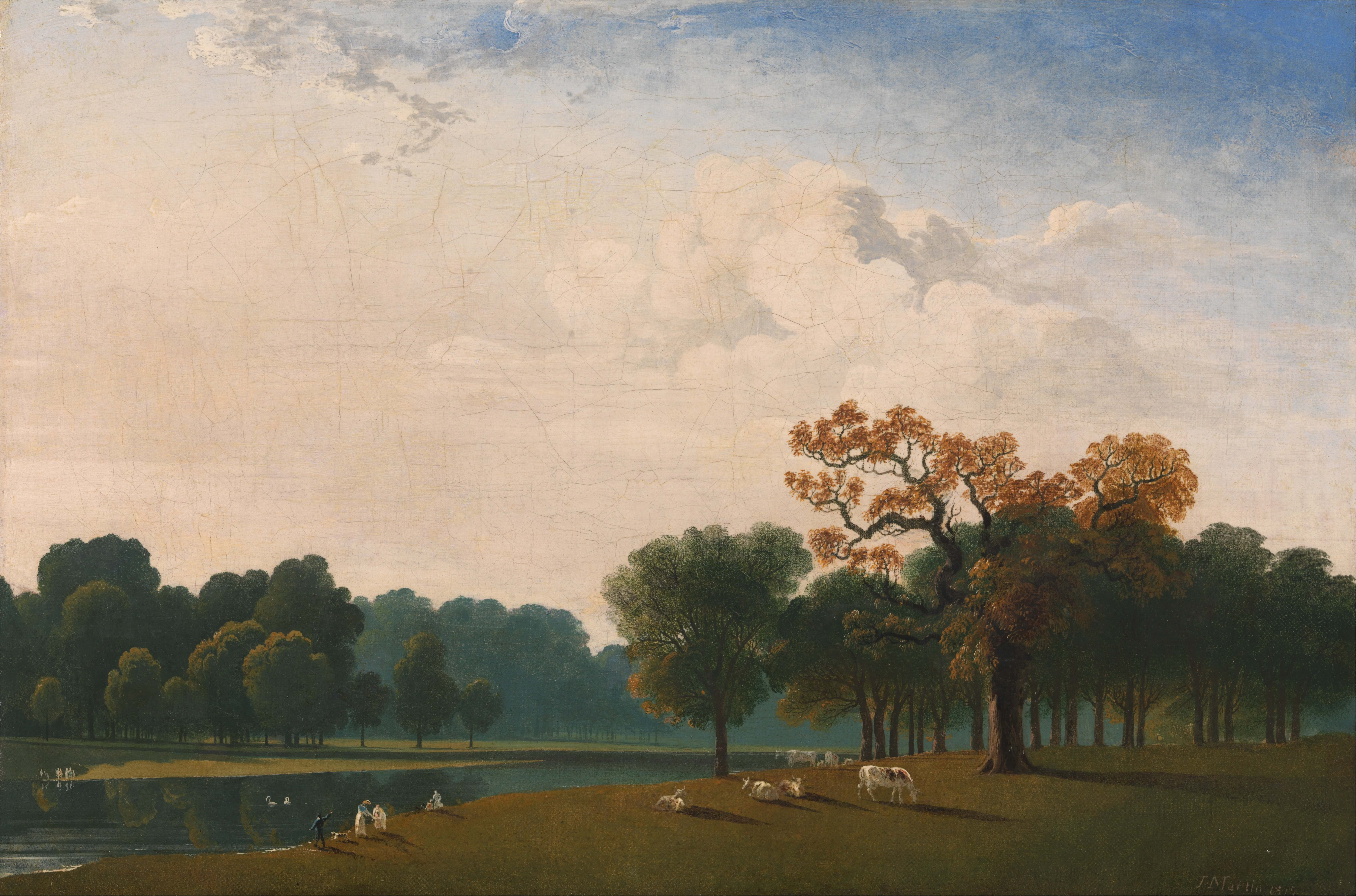
Kensington Gardens (1815, oli sobre tela, Yale Center for British Art, New Haven, Connecticut)
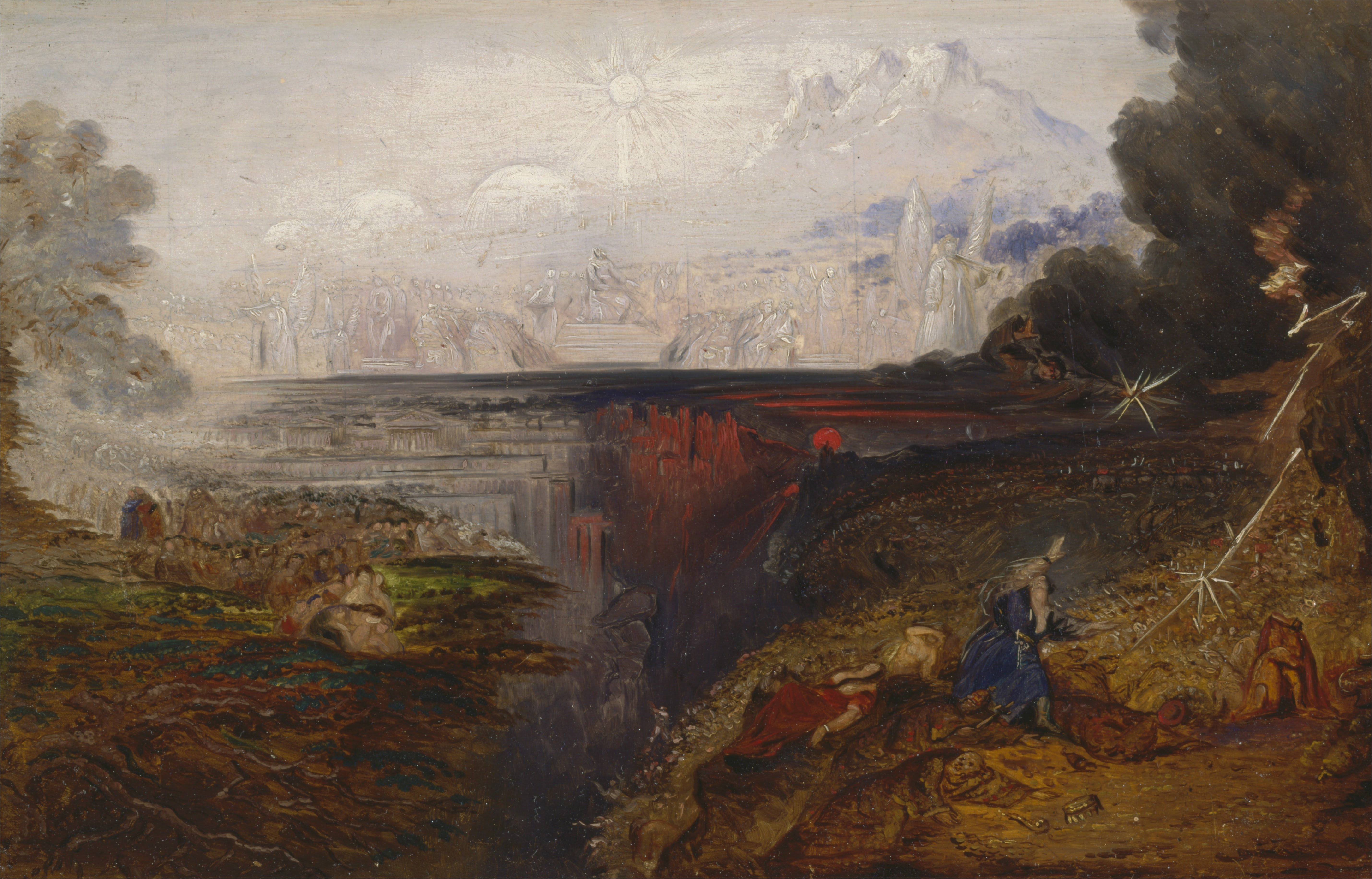
El Judici Final (estudi) (1851-1853, oli sobre taula, 197 × 305 mm, Yale Center for British Art, New Haven, Connecticut)
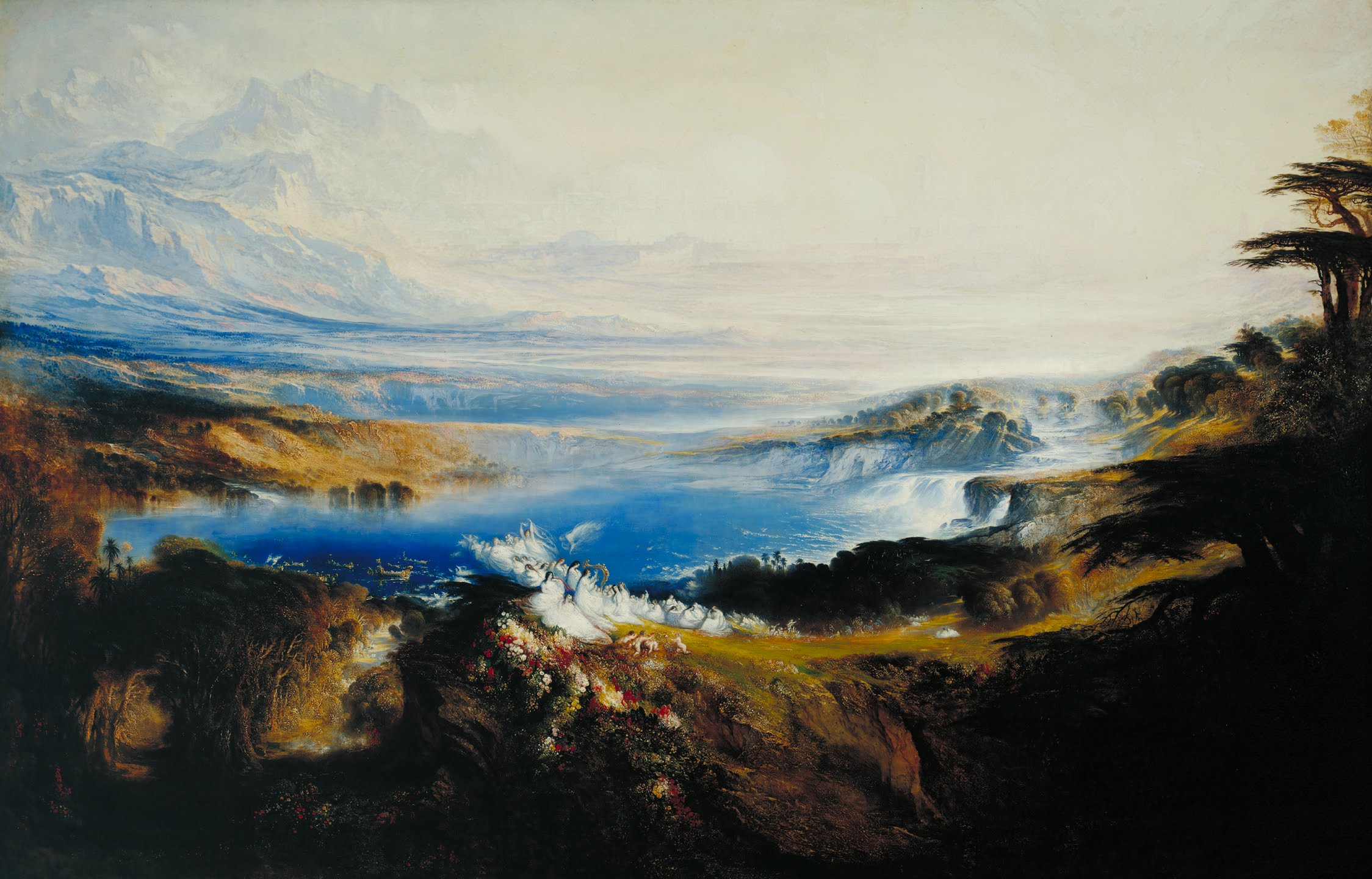
Les Planes del Cel (circa 1851, oli sobre llenç, 198'8 × 306'7 cm, Tate Britain, Londres)
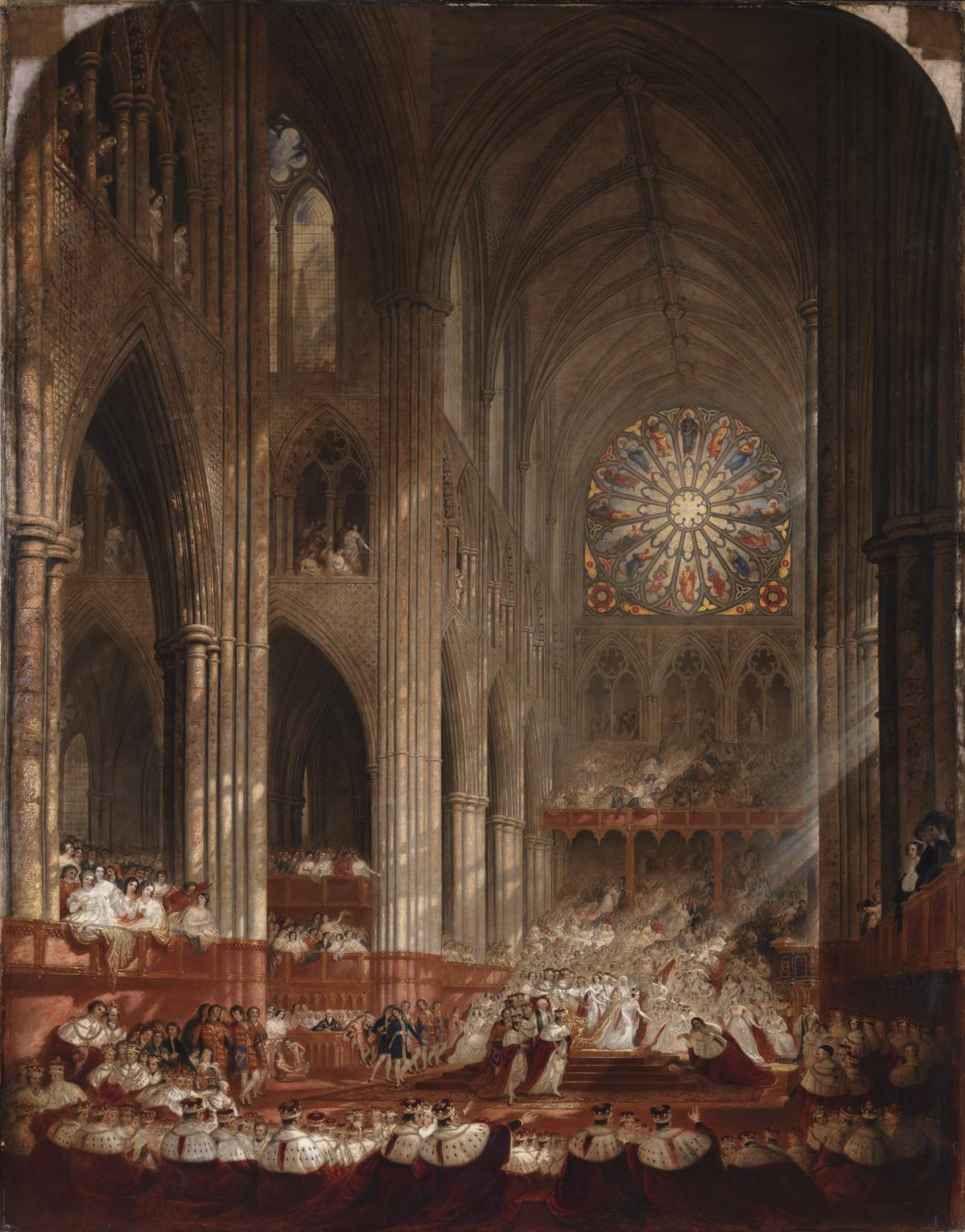
La coronació de la reina Victòria (1839, oli sobre llenç, 238'1 x 185'4 cm, Tate Britain, Londres)
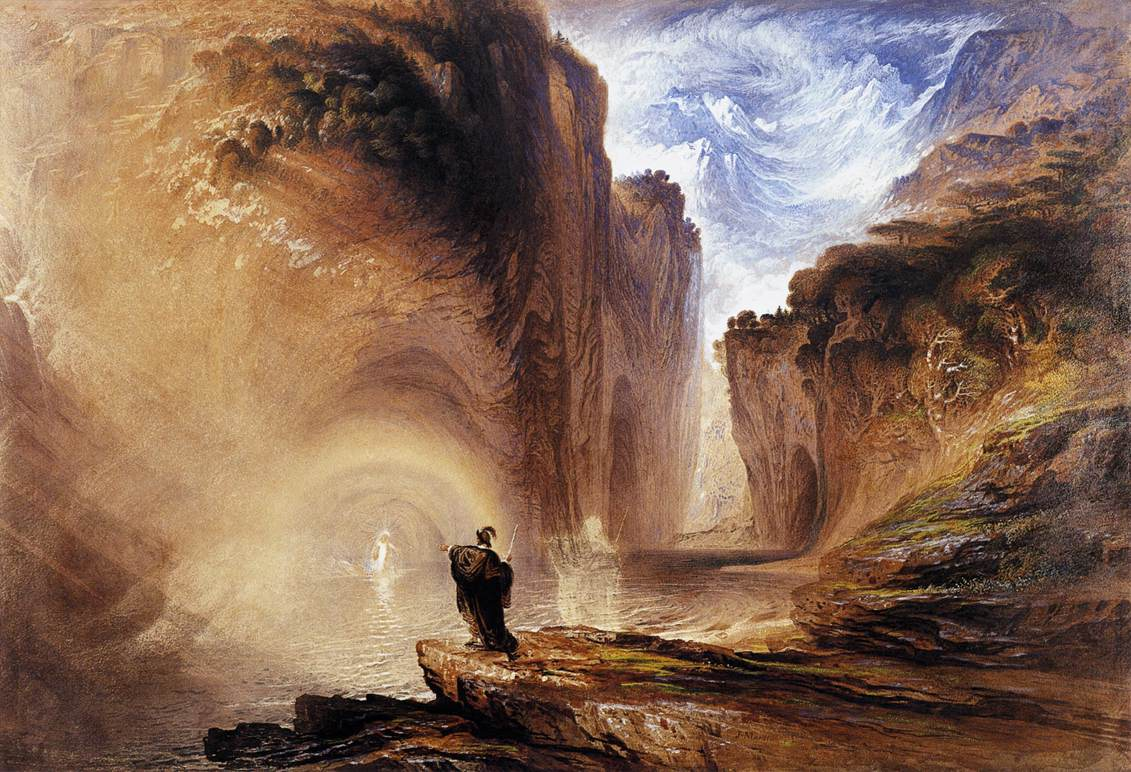
Manfred i la bruixa dels Alps (1837, 388 × 558 mm, aquarel·la, The Whitworth Art Gallery, Universitat de Manchester, Machester, Anglaterra)
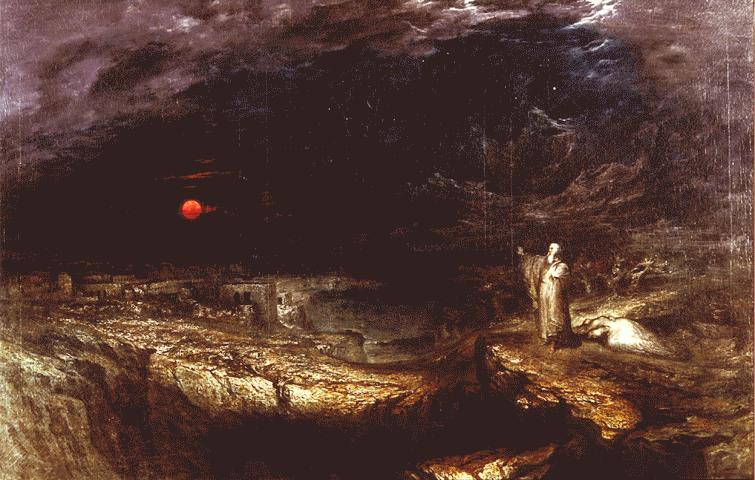
El darrer home (1849, oli sobre tela, Walker Art Gallery, Liverpool, Anglaterra)
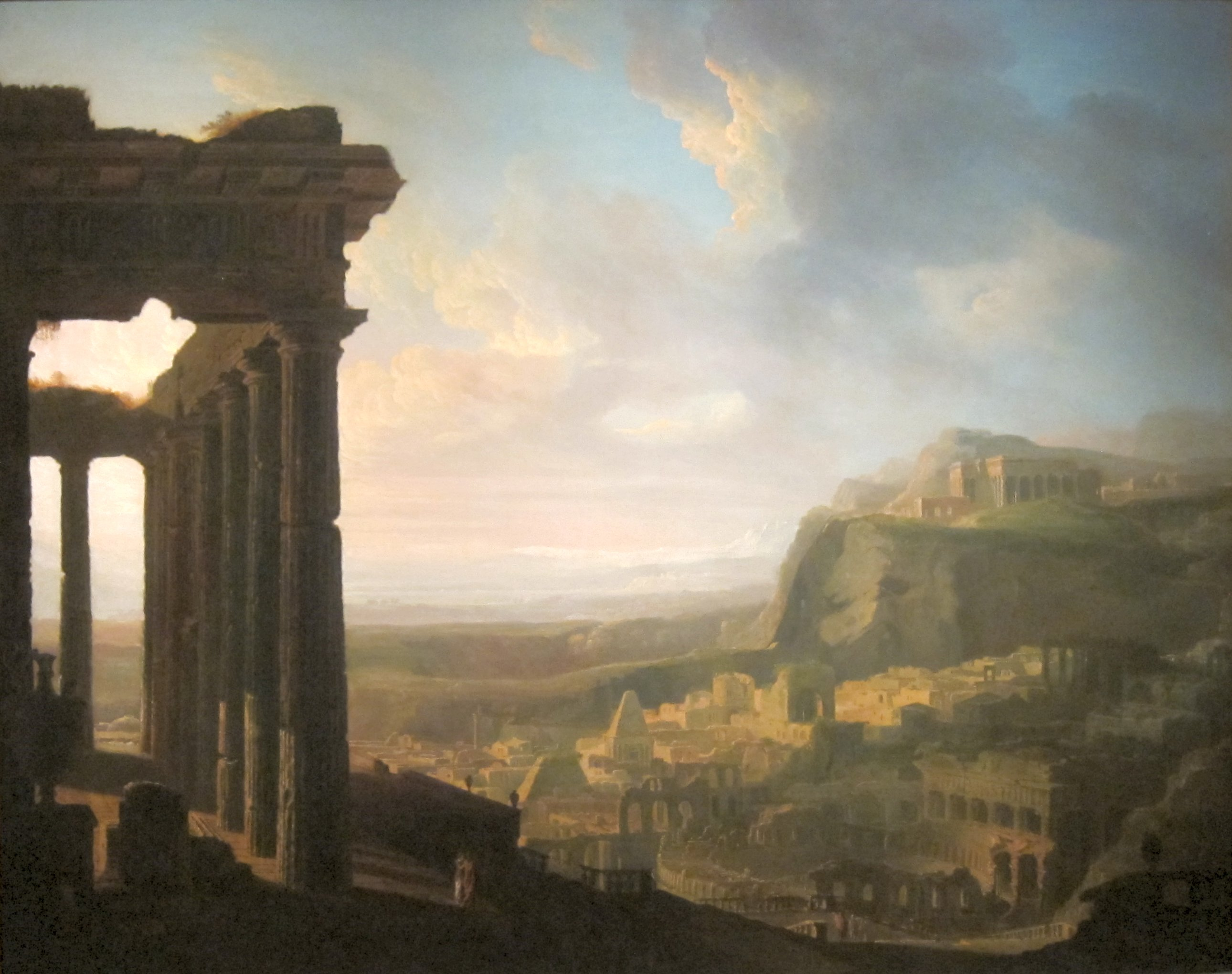
Ruïnes d'una antiga ciutat (dècada del 1810, pintura a l'oli, Museu d'Art de Cleveland, Ohio)
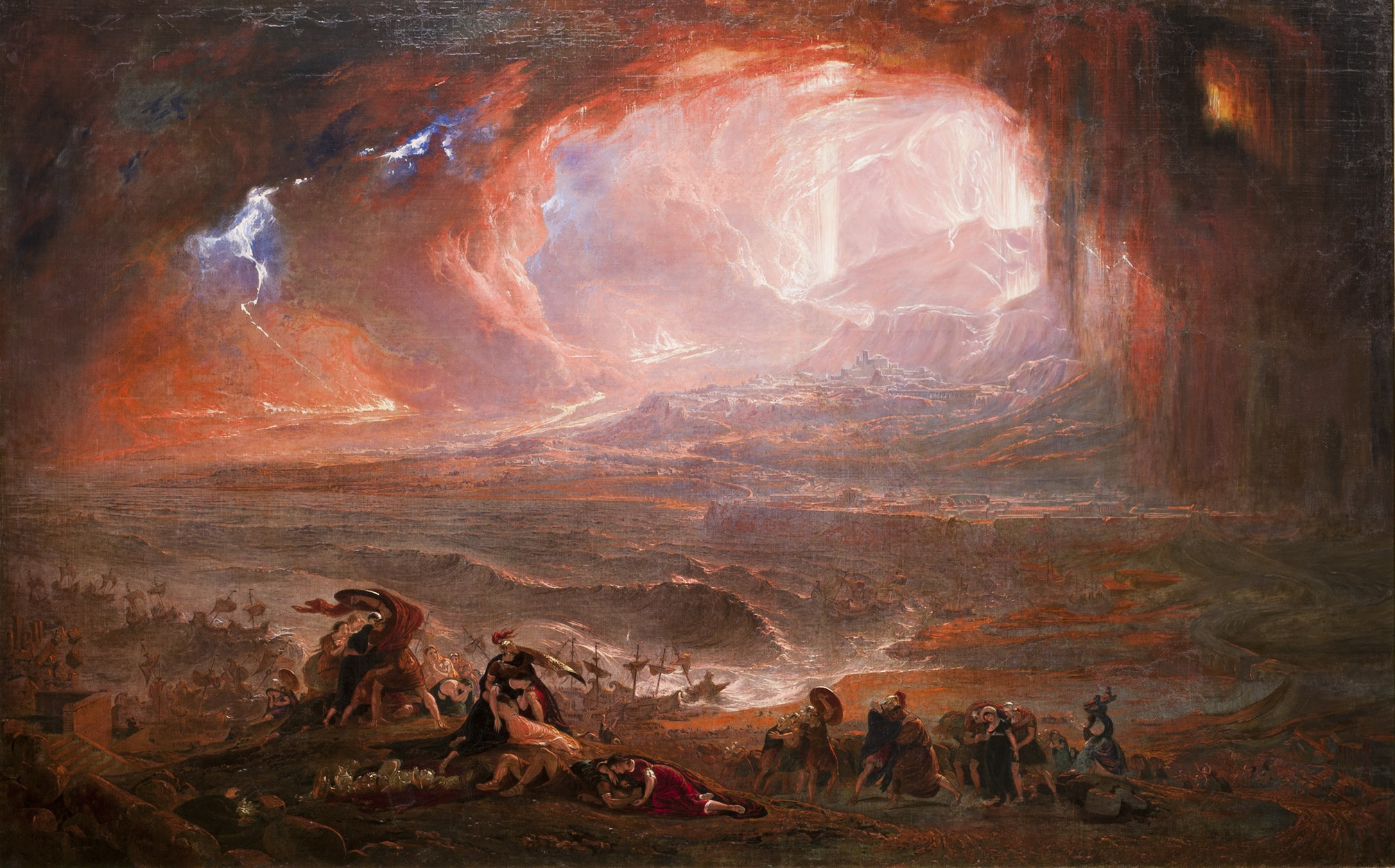
La destrucció de Pompeia i Herculà (1822, restaurat el 2011, pintura a l'oli sobre llenç, Tate Britain, Londres)